# Oleksandr Mereżko
Oleksandr Mereżko (ur. 14 lutego 1971 r. m. Bobryniec, obwód kirowohradzki, URSR) – ukraiński prawnik, doktor habilitowany nauk prawnych, profesor. Zasłużony Prawnik Ukrainy. 
- Przewodniczący Komisji Polityki Zagranicznej i Współpracy Międzyparlamentarnej Rady Najwyższej Ukrainy.
- Wiceprezes Zgromadzenia Parlamentarnego Rady Europy[1] (od stycznia 2020 do stycznia 2022). Członek Stałej Delegacji Zgromadzenia Parlamentarnego Rady Europy[2].
- Zastępca przewodniczącego delegacji ds. udziału w Trójstronnej Grupie Kontaktowej[3].
- Współprzewodniczący Sojuszu Międzyparlamentarnego w sprawie Chin[4].
- Członek ekipy Prezydenta Ukrainy Wołodymyra Zełenskiego.
- Członek Ukraińskiego Towarzystwa Prawa Międzynarodowego i Amerykańskiego Stowarzyszenia Prawa Międzynarodowego.
- Przewodniczący ukraińskiej części Zgromadzenia Rady Najwyższej Ukrainy i Sejmu Republiki Litewskiej[5].
- Zastępca współprzewodniczącego Zgromadzenia Międzyparlamentarnego Parlamentu Gruzji, Parlamentu Republiki Mołdawii i Rady Najwyższej Ukrainy[6].
- Zastępca współprzewodniczącego Zgromadzenia Międzyparlamentarnego Rady Najwyższej Ukrainy, Sejmu Republiki Litewskiej oraz Sejmu i Senatu RP[7].
- Zastępca współprzewodniczącego Międzyparlamentarnej Rady Ukraina-NATO (UNIC)[8].
- Wiceprzewodniczący Komitetu Wykonawczego Krajowego Zespołu Parlamentarnego w Unii Międzyparlamentarnej[9].

## Biografia
Oleksandr Mereżko urodził się 14 lutego 1971 roku w Bobryńcu w obwodzie kirowohradzkim.
W 1994 r. ukończył studia w Instytucie Stosunków Międzynarodowych Kijowskiego Uniwersytetu Narodowego im. Tarasa Szewczenki z wyróżnieniem (specjalność – prawo międzynarodowe). W latach 1992–1993 studiował na Denver University (USA).
W 1996 r. ukończył studia podyplomowe w Instytucie Stosunków Międzynarodowych Kijowskiego Uniwersytetu Narodowego im. Tarasa Szewczenki. Obronił pracę doktorską z prawa międzynarodowego na temat „Koncepcja interwencji humanitarnej i mechanizm ochrony praw człowieka w ramach ONZ” (decyzją Specjalistycznej Rady Naukowej Instytutu Państwa i Prawa imienia Koreckiego Narodowej Akademii Nauk Ukrainy z dnia 15 listopada 1996 r., protokół nr.13). W grudniu 2002 r. otrzymał stopień doktora habilitowanego w zakresie prawa międzynarodowego (rozprawa „Teoria i zasady międzynarodowego prawa handlowego (Lex Mercatoria)” w Instytucie Stosunków Międzynarodowych Kijowskiego Uniwersytetu Narodowego im. Tarasa Szewczenki (decyzja Prezydium Wyższej Komisji Atestacyjnej Ukrainy z dnia 21 maja 2003 r., protokół nr 36-11/5).
Odbył liczne staże naukowe za granicą: 
- 2001 – Instytut im. Harrimana na Uniwersytecie Columbia (USA);
- 2004-2005 – w Kennan Institute of the Woodrow Wilson Center (USA);
- 2010-2011 – jeden z instytutów badawczych w Waszyngtonie (USA).

### Praca pedagogiczna
- 1997 – prowadzący kurs „Interwencja humanitarna i prawo międzynarodowe”, University of Denver (USA);
- 1997-1998 – profesor nadzwyczajny, zastępca kierownika Wydziału Polityki Zagranicznej Akademii Dyplomatycznej Ukrainy przy Ministerstwie Spraw Zagranicznych Ukrainy;
- 1998-2000 – asystent, profesor nadzwyczajny w Instytucie Stosunków Międzynarodowych Kijowskiego Uniwersytetu Narodowego im. Tarasa Szewczenki;
- 2000-2001 – wykładowca w Dickinson Law School na Uniwersytecie w Pensylwanii (USA);
- 2001-2005 – profesor nadzwyczajny, profesor w Instytucie Stosunków Międzynarodowych Kijowskiego Uniwersytetu Narodowego im. Tarasa Szewczenki;
- 2005-2011 – profesor, kierownik katedry prawa międzynarodowego Akademii Ekonomiczno-Prawnej „KROK” (Kijów);
- 2005-2011 – profesor, kierownik Katedry Prawa Międzynarodowego Katolickiego Uniwersytetu Lubelskiego im. Jana Pawła II (Stalowa Wola) oraz członek Rady Naukowej Instytutu Prawa (Polska);
- 2011-2017 – profesor Narodowego Uniwersytetu Transportu;
- 2011-2018 – profesor Krakowskiej Akademii im. Andrzeja Frycza Modrzewskiego (Polska);
- 2012 (marzec - maj) – profesor wizytujący na Kazachstańsko-Brytyjskim Uniwersytecie Technicznym i University of International Business;
- 2017-2018 – profesor Państwowego Uniwersytetu Służby Podatkowej Ukrainy;
- 2017-2018 – profesor Global University im. Jindal (Indie).

W 2002 r. otrzymał tytuł „profesora nadzwyczajnego Katedry Prawa Międzynarodowego, Prywatnego i Celnego”. W 2009 r. otrzymał tytuł profesora. Autor ok. 15 monografii i podręczników prawa międzynarodowego, ok. 150 artykułów naukowych (w tym monografii i podręczników: „Ochrona praw człowieka siłą” (1998), „Prawo traktatów międzynarodowych” (2002); naukowiec „Historia prawa międzynarodowego”, „Nauka o prawie międzynarodowym prywatnym: historia i współczesność” (2004, 2006), „Nauka o polityce prawa międzynarodowego: geneza i perspektywy” (2009), „Problemy teorii międzynarodowego prawa publicznego i prywatnego” (2010). Wielokrotnie nagradzany wyróżnieniami i nagrodami naukowymi.
W roku 2000 otrzymał nagrodę uczelnianą im. Szewczenki za monografię „Ochrona praw człowieka siłą: kwestia legitymizacji we współczesnym prawie międzynarodowym” (1998, przedruk — 1999). W 2003 r. otrzymał nagrodę specjalną Związku Prawników Ukrainy w kategorii prawniczych indywidualnych publikacji monograficznych za monografię „Wstęp do filozofii prawa międzynarodowego. Epistemologia prawa międzynarodowego”.
Posługuje się językiem angielskim, polskim oraz francuskim.
Był wiceprezesem Towarzystwa Programu im. Fulbrighta. 
Członek Komisji ds. Polityki Prawnej Rady Najwyższej Ukrainy do 17 stycznia 2020 roku. Przewodniczący Podkomisji ds. Legislacji Cywilnej i Administracyjnej. 
Członek tymczasowej komisji śledczej Rady Najwyższej Ukrainy ds. badania ewentualnych bezprawnych działań przedstawicieli władz państwowych i innych osób, które mogłyby przyczynić się do naruszenia suwerenności państwowej, integralności terytorialnej i nienaruszalności Ukrainy oraz stanowić zagrożenie dla bezpieczeństwa narodowego Ukrainy (od 19 maja 2021).
W styczniu 2023 roku brał udział w wyborach na stanowisko Przewodniczącego Zgromadzenia Parlamentarnego Rady Europy.

## Polityka
Kandydat na deputowanego z ramienia partii Sługa Ludu w wyborach parlamentarnych w 2019 r., nr 85 na liście. Członek Komisji ds. Polityki Prawnej Rady Najwyższej Ukrainy, od 17 stycznia 2020 r. — przewodniczący Komisji ds. Polityki Zagranicznej Rady Najwyższej Ukrainy, zastępując na tym stanowisku Bohdana Yaremenkę.

## Działalność badawcza
Specjalizuje się w zagadnieniach filozofii i teorii prawa międzynarodowego, prawa cywilnego oraz międzynarodowego prawa prywatnego. Filozoficzna i prawna koncepcja profesora Mereżko polega na tym, że prawo jest złożonym dynamicznym procesem interakcji pięciu elementów („pięciu światów prawa”):
- prawo jako tekst prawny (semiotyczny aspekt prawa);
- prawo jako emocja prawna (psychologiczny aspekt prawa);
- prawo jako stosunek społeczny (socjologiczny aspekt prawa);
- prawo jako zachowanie wyrażane na zewnątrz (behawioralny aspekt prawa);
- prawa jako dążenie do osiągnięcia pewnych transcendentalnych ideałów i wartości (metafizyka prawa).

Wzajemne oddziaływanie tych pięciu wymiarów, w których istnieje i rozwija się prawo, tworzy zjawisko prawa jako całości.
Profesor Mereżko rozwija także pojęcie „prawa międzycywilizacyjnego”, pod którym proponuje rozumieć zespół zasad i norm (prawnych, politycznych i moralnych) mających na celu uregulowanie stosunków między różnymi cywilizacjami. Sformułował również pojęcie „mem prawny”, które oznacza jednostkę przekazu informacji o znaczeniu prawnym.
Pod koniec lat 90 pozostawał pod wpływem teorii krytycznej Szkoły Frankfurckiej, w szczególności takich filozofów społecznych, jak Erich Fromm. Później jednak, pod wpływem filozofii Petrażyckiego, przeszedł na pozycję liberalnej demokracji. Jest konsekwentnym zwolennikiem pełnej wolności słowa i myśli, antropocentryzmu oraz ideałów humanizmu.

### Studia polityki rosyjskiej
Oleksandr Mereżko zajmuje się badaniem systemu politycznego i prawnego oraz historii Federacji Rosyjskiej z punktu widzenia socjologii prawa. Na podstawie publikacji Mykoły Timaszewa pisze, że pod fasadą „demokracji sterowanej” kryje się reżim despotycznej władzy w złagodzonej postaci, charakterystycznej dla historii państwa rosyjskiego.
W artykule „Rosja jako społeczeństwo faszystowskie” udowadnia, że dziś Rosja spełnia naukowe i socjologiczne kryteria społeczeństwa faszystowskiego.

### Historia prawa międzynarodowego
W książce „Rosyjska nauka o prawie międzynarodowym podczas pierwszej wojny światowej” (Kijów, 2014) dokonał analizy prawa międzynarodowego w czasie wojny i skrytykował współczesną rosyjską doktrynę prawa międzynarodowego, która po rozpoczęciu czasowej aneksji Krymu przez Federację Rosyjską zamieniła się w propagandę reżimu Putina.

### Poglądy na temat agresji Rosji na inne kraje
Jest autorem licznych artykułów na temat rosyjskiej agresji na Ukrainę, bada ją z punktu widzenia prawa międzynarodowego. Uzasadnia prawo Tatarów krymskich do samostanowienia jako rdzennej ludności Ukrainy. Dokonuje krytycznej analizy argumentacji rosyjskich prawników międzynarodowych i ukazuje zbrodniczy charakter aneksji Krymu przez Rosję. W 2008 roku w jednym ze swoich artykułów publicystycznych zinterpretował wojnę rosyjsko-gruzińską jako gruzińską agresję „imperialnego” reżimu Saakaszwilego na Osetię Południową, która spełniała główne kryteria państwowości, a sam naród osetyjski miał – zdaniem Mereżki – prawo do secesji. W tym samym artykule wyraził opinię, że Ukraina powinna uznać zasadność secesji zarówno Kosowa, jak i Osetii Południowej i Abchazji przez analogię z międzynarodowym uznaniem Kosowa przez większość krajów UE, a także USA, Kanadę i Australię. W 2020 roku w rozmowie z RFE/RL Mereżko stwierdził, że Rosja, dokonując inwazji na terytorium Gruzji w 2008 roku pod pozorem działań pokojowych, w rzeczywistości przeprowadziła zbrojną agresję na Gruzję, zajmując część jej suwerennego terytorium.

### Analiza statusu Rosji w ONZ
Uzasadnił tezę, że Rosja, zajmując miejsce ZSRR w Radzie Bezpieczeństwa ONZ, tym samym wyraźnie naruszyła Kartę Narodów Zjednoczonych, gdyż nie może być uznawana za to samo państwo i ten sam podmiot prawa międzynarodowego co ZSRR; dlatego z punktu widzenia prawa międzynarodowego Rosja nie może być uznana za członka ONZ.

## Udział w międzynarodowych konferencjach naukowych dotyczących aneksji Krymu
W czerwcu 2014 r. wygłosił przemówienie „Ideologia liberalizmu i prawa międzynarodowego” na konferencji naukowej na Uniwersytecie w Tartu (Estonia), w którym skrytykował aneksję Krymu przez Rosję z punktu widzenia prawa międzynarodowego.
We wrześniu 2014 r. wygłosił w Instytucie im. Planka w Heidelbergu (Niemcy), w którym wykazał bezprawność aneksji Krymu przez Rosję.
W grudniu 2014 r. przemawiał na Uniwersytecie w Helsinkach (Finlandia) na seminarium „Kryzys ukraiński” z referatem, w którym przedstawił międzynarodowe argumenty prawne przeciwko rosyjskiej inwazji na Donbas.
W marcu 2015 r. w Warszawie na konferencji „Sprawa Krymu w świetle prawa międzynarodowego” poruszył kwestię form i mechanizmów międzynarodowej odpowiedzialności prawnej rosji za agresję na Ukrainę.

## Poglądy polityczne
Jest zwolennikiem antropocentryzmu i ideałów humanizmu.
Opowiada się za prawami kobiet przed przemocą. Utworzył i kierował w Radzie Najwyższej Ukrainy zespołem parlamentarnym „Za ratyfikacją Konwencji Stambulskiej!”, który prowadził aktywną kampanię na rzecz ratyfikacji tej Konwencji.
Pod koniec lat 90. pozostawał pod wpływem teorii krytycznej szkoły frankfurckiej, w szczególności takich filozofów społecznych, jak Erich Fromm; później jednak pod wpływem filozofii Petrażyckiego przeszedł na stanowisko demokracji liberalnej. Jest konsekwentnym zwolennikiem całkowitej wolności słowa i myśli.
Ukraina znalazła się w nowej wersji Imperium Rosyjskiego – ZSRR, gdzie stała się ofiarą ludobójstwa – Hołodomoru. Rafał Lemkin, autor terminu „ludobójstwo”, nazwał Hołodomor przykładem sowieckiego ludobójstwa: „To nie jest tylko masowy mord. To jest ludobójstwo, zniszczenie kultury i ludzi. Radziecka jedność narodowa nie powstaje dzięki jedności idei i kultur, ale poprzez całkowite zniszczenie wszystkich kultur i wszystkich idei z wyjątkiem jednej — sowieckiej”. Rosyjska agresja militarna na Ukrainę to nic innego jak kontynuacja tradycyjnej rosyjskiej polityki imperialistycznej, której celem jest zniszczenie niepodległego państwa ukraińskiego i zniewolenie narodu ukraińskiego”.
W rozmowie z Radiem Swoboda nazwał USA partnerem i przyjacielem Ukrainy.
W 2020 roku przemawiał przed Komisją Petycji niemieckiego Bundestagu, przedstawiając argumenty za uznaniem Wielkiego Głodu za ludobójstwo narodu ukraińskiego.
Jest jednym z autorów i inicjatorów apelu Rady Najwyższej Ukrainy do Bundestagu w sprawie uznania Hołodomoru za ludobójstwo na narodzie ukraińskim.
Stał się jednym z inicjatorów uznania zbrodni Rosji za ludobójstwo narodu ukraińskiego, a także przyjęcia przez Radę Najwyższą Ukrainy apelu do parlamentów i krajów świata w sprawie uznania zbrodni Rosji za ludobójstwo na narodzie ukraińskim.

## Nagrody i tytuły
Honorowy tytuł Zasłużonego Prawnika Ukrainy (23.08.2021) — za znaczący osobisty wkład w budowanie państwowości, wzmacnianie zdolności obronnych, rozwój społeczno-gospodarczy, naukowo-techniczny, kulturalny i edukacyjny państwa ukraińskiego, znaczące osiągnięcia pracownicze, wiele lat sumiennej pracy oraz z okazji 30-lecia odzyskania przez Ukrainę niepodległości.

## Najważniejsze prace naukowe
- Międzynarodowe prawo handlowe, 2002
- Wprowadzenie do filozofii prawa międzynarodowego, 2002
- Prawo umów międzynarodowych: współczesne problemy teorii i praktyki, 2002
- Prawo kolizyjne w USA, 2002
- Umowa w prawie prywatnym, 2003
- Historia międzynarodowych studiów prawniczych, 2006
- Nauka o prawie prywatnym międzynarodowym: historia i współczesność, 2006
- Nauka o polityce prawa międzynarodowego: początki i perspektywy, 2009
- Problemy teorii międzynarodowego prawa publicznego i prywatnego, 2010
- Idea prawa międzynarodowego (esej historyczno-socjologiczny), 2011
- Psychologiczna teoria prawa międzynarodowego (publicznego i prywatnego), 2012
- Socjologia prawa M. Timasheva, 2012